# 26 ottobre
Il 26 ottobre è il 299º giorno del calendario gregoriano (il 300º negli anni bisestili). Mancano 66 giorni alla fine dell'anno.

## Eventi
- 366 – I sostenitori del vescovo di Roma Ursino, rifugiatisi nella basilica liberiana, sono assaliti dai seguaci di Damaso, l'altro vescovo di Roma; alla fine degli scontri si contano 160 morti e molti feriti.
- 740 – Un forte terremoto colpisce Costantinopoli[senza fonte]
- 1341 – Inizia la guerra civile bizantina del 1341-1347 con la proclamazione a imperatore di Giovanni VI Cantacuzeno a Didymoteicho contro Alessio Apocauco e l'imperatrice Anna di Savoia
- 1377 –  Stefano Tvrtko I Kotromanić è incoronato re di Bosnia
- 1440 – Gilles de Rais e i suoi complici vengono impiccati per aver ucciso fra le 80 e le 200 persone
- 1597 – Nella battaglia di Myeongnyang, l'ammiraglio coreano Yi Sun-sin sconfigge la flotta giapponese, forte di oltre 330 navi, con solamente 13 navi da guerra
- 1689 – Nell'incendio di Skopje, la città viene quasi completamente distrutta per ordine di Enea Silvio Piccolomini per scongiurare la peste
- 1825 – Apertura del Canale Erie
- 1860 – Incontro tra Giuseppe Garibaldi e Vittorio Emanuele II a Teano
- 1863
  - Fondazione della The Football Association inglese, che segna la nascita del calcio moderno
  - Fondazione della Federazione Internazionale della Croce Rossa
- 1871 – Il presidente liberiano Edward James Roye viene deposto da un colpo di Stato
- 1881 – A Tombstone, Arizona, ha luogo la Sparatoria all'O.K. Corral
- 1896 – Ad Addis Abeba, viene firmato il trattato di pace tra Regno d'Italia ed Impero d'Etiopia
- 1905 – La Norvegia diventa indipendente dalla Svezia
- 1913 – Italia: si svolgono le elezioni politiche generali per la 24ª legislatura
- 1940 – A Roma viene inaugurata la stazione ferroviaria Ostiense, progettata dall'architetto Roberto Narducci rimodellando una struttura precedente che lo stesso Narducci aveva progettato nel 1938 per la visita di Adolf Hitler in Italia
- 1944 – Fine della battaglia del Golfo di Leyte
- 1954 – Ritorno di Trieste all'Italia
- 1955 – Ngô Đình Diệm si autoproclama primo ministro del Vietnam del Sud
- 1965 – I Beatles vengono nominati Membri dell'Ordine dell'Impero Britannico
- 1976 – Il Transkei dichiara la sua "indipendenza" dal Sudafrica
- 1977 – Ali Maow Maalin è l'ultima persona nella storia dell'umanità ad ammalarsi di vaiolo: viene curato e sopravvive, e due anni più tardi la malattia sarà dichiarata definitivamente eradicata
- 1979 – Park Chung-hee, presidente della Corea del Sud, viene assassinato dal capo della KCIA Kim Jae-gyu; Choe Kyu-hah sostituisce il presidente assassinato
- 1984 – A Baby Fae viene trapiantato il cuore di un babbuino
- 1994
  - Giordania e Israele firmano un trattato di pace
  - Andrew Wiles annuncia la conferma della dimostrazione dell'Ultimo teorema di Fermat
- 1995 – Conflitto israelo-palestinese: agenti del Mossad assassinano il leader della Jihad Islamica, Fathi Shaqaqi, in un hotel di Malta
- 1999 – La Camera dei lord britannica vota la fine del diritto ereditario di votare nella camera alta del parlamento
- 2001 – Gli Stati Uniti d'America approvano il controverso USA PATRIOT Act
- 2002 – Fine della Crisi del teatro Dubrovka di Mosca: circa 50 ribelli ceceni e 150 ostaggi, muoiono quando i commando russi irrompono nel teatro della Casa della Cultura di Mosca, che era stato occupato dai ribelli tre giorni prima
- 2004 – La sonda Cassini-Huygens invia alla Terra le prime immagini particolareggiate di Titano, il satellite di Saturno
- 2010 – Tsunami ed eruzione del vulcano Merapi sull'Isola di Giava: il bilancio è di almeno 394 morti e 312 dispersi
- 2017 – Jacinda Ardern, a seguito delle elezioni generali, diventa il primo ministro della Nuova Zelanda e il primo ministro donna più giovane della storia

## Nati
Ci sono circa 1 080 voci su persone nate il 26 ottobre; vedi la pagina Nati il 26 ottobre per un elenco descrittivo o la categoria Nati il 26 ottobre per un indice alfabetico.

## Morti
Ci sono circa 490 voci su persone morte il 26 ottobre; vedi la pagina Morti il 26 ottobre per un elenco descrittivo o la categoria Morti il 26 ottobre per un indice alfabetico.

## Feste e ricorrenze

### Civili
- Giornata della consapevolezza intersessuale
- Giornata della libertà

Nazionali:
- Austria – Anniversario dell'indipendenza (dal 1955)

### Religiose
Cristianesimo:
- Sant'Alfredo il Grande, re
- Sant'Alor di Quimper, vescovo
- Sant'Amando di Strasburgo, vescovo
- Sant'Aptonio di Angoulême, vescovo
- San Beano di Mortlach, vescovo
- San Cedda, vescovo
- Sant'Eadfrido di Leominster, monaco benedettino
- Sant'Eata di Hexham, vescovo
- Sant'Eliavo, martire in Bretagna
- San Folco Scotti, vescovo
- San Gaudioso di Salerno, vescovo
- Santi Luciano e Marciano, martiri
- Sant'Orsa, vergine e martire, venerata a Pieve Vergonte
- Santi Rogaziano e Felicissimo, martiri
- San Rustico di Narbona, vescovo
- San Sigebaldo di Metz, vescovo
- San Witta di Büraburg, vescovo
- Beato Arnaldo da Queralt, mercedario
- Beato Bernardo de Figuerols, mercedario
- Beato Bonaventura da Potenza, francescano
- Beata Celina Chludzińska Borzęcka, vedova, fondatrice delle Suore della Risurrezione di Nostro Signore Gesù Cristo
- Beato Damiano da Finale, domenicano
- Beato Giuseppe Papamihali, sacerdote e martire

## Film
- Nella trilogia di Ritorno al futuro di Robert Zemeckis, tutti gli avvenimenti "presenti" si svolgono in questo giorno del 1985